# 竹寮取水站
竹寮取水站（ちくりょうしゅすいたん、Jhuliao Water Intake Station）、旧名打狗水道唧筒室（だくすいどうポンプしつ）は台湾高雄市大樹区竹寮里の高屏渓右岸にある日本統治時代に設置された打狗水道の取水場。戦後は台湾自来水公司竹寮取水站として稼働、市定古蹟に登録されている。

## 沿革

### 戦前
清朝から明治政府に割譲された台湾では平定時に多数の兵士が風土病に罹患したことから公衆衛生の向上を図るべくウィリアム・K・バートンや浜野弥四郎ら台湾総督府の要請で派遣された技術者により水道インフラ整備のための各地の地勢調査が行われた(pp2-10～2-11)。
下淡水渓（高屏渓）に架かる台湾総督府鉄道下淡水渓鉄橋上流約500メートル地点の鳳山郡大樹庄竹仔寮（現在の高雄市大樹区竹寮里）に取水口が設けられ、打狗港開発で需要の見込まれる沿岸部市街への上水道給水が計画された。
1911年（明治43）6月に起工、当時の金額で総事業費122万1,708円を投じて1913年（大正2年）10月に完工、給水を開始した。途中、大樹庄小坪頂（現・大樹区小坪里）に設けられた小坪頂水源地で濾過後に小坪頂山に揚水し重力落下方式で打狗川（愛河）西岸の寿山山麓の打狗水道浄水池（現・寿山配水池）に届け、そこから沿海市街地に給水する方式が採用された(p2-23)
1920年の行政区画再編に伴い打狗水道から高雄水道へと改称(p2-11)。その後の人口増加を受けて3度にわたり拡張工事を行った(p2-12)。その総額は72万8,467円で、1933年（昭和8年）3月時点で1日最大1万6,700立方メートルの給水能力を確保する工事が完了した。管轄は台湾総督府土木局から台南庁打狗水道事務所、1924年からは高雄市役所土木水道課と変遷した(p99)。
|                      |
| 打狗水道水源地平面図 |

### 戦後
第二次世界大戦後、高雄水道は市営の高雄市政府自来水管理処、高雄市自来水処（高雄水廠）(p101)、1974年からは台湾省自来水公司第7区管理処（行政院経済部傘下の台湾自來水公司の前身）となった(p1-2)。戦災復興後は国民政府の来台や重工業化の推進による工業用水需要の高まりで設備が増強されていった。
1957年の八七水災で高屏渓の水流が移動したため取水口からの伏流水の取り込みに支障をきたすようになった。米国から西側諸国への経済復興支援に一環で対中華民国にも美援と呼ばれる援助があり、その資金と台湾糖業公司による施工で1960年に河床の伏流水を直接送り込む取水井戸が設置されたがそれでも出水量が不足し、1970年代からは地下水を直接取り込む方式に変化している。地下水の消費が増えると地盤沈下が懸念されたため、1999年に取水站上流側に高屏渓攔河堰が稼働し、主な取水源はそこから河川水を直接取り込むよう方式に回帰した。
1998年12月31日、高雄県の古蹟登録公告。2012年に周辺は緑化と自転車道整備がなされた。

## 建築

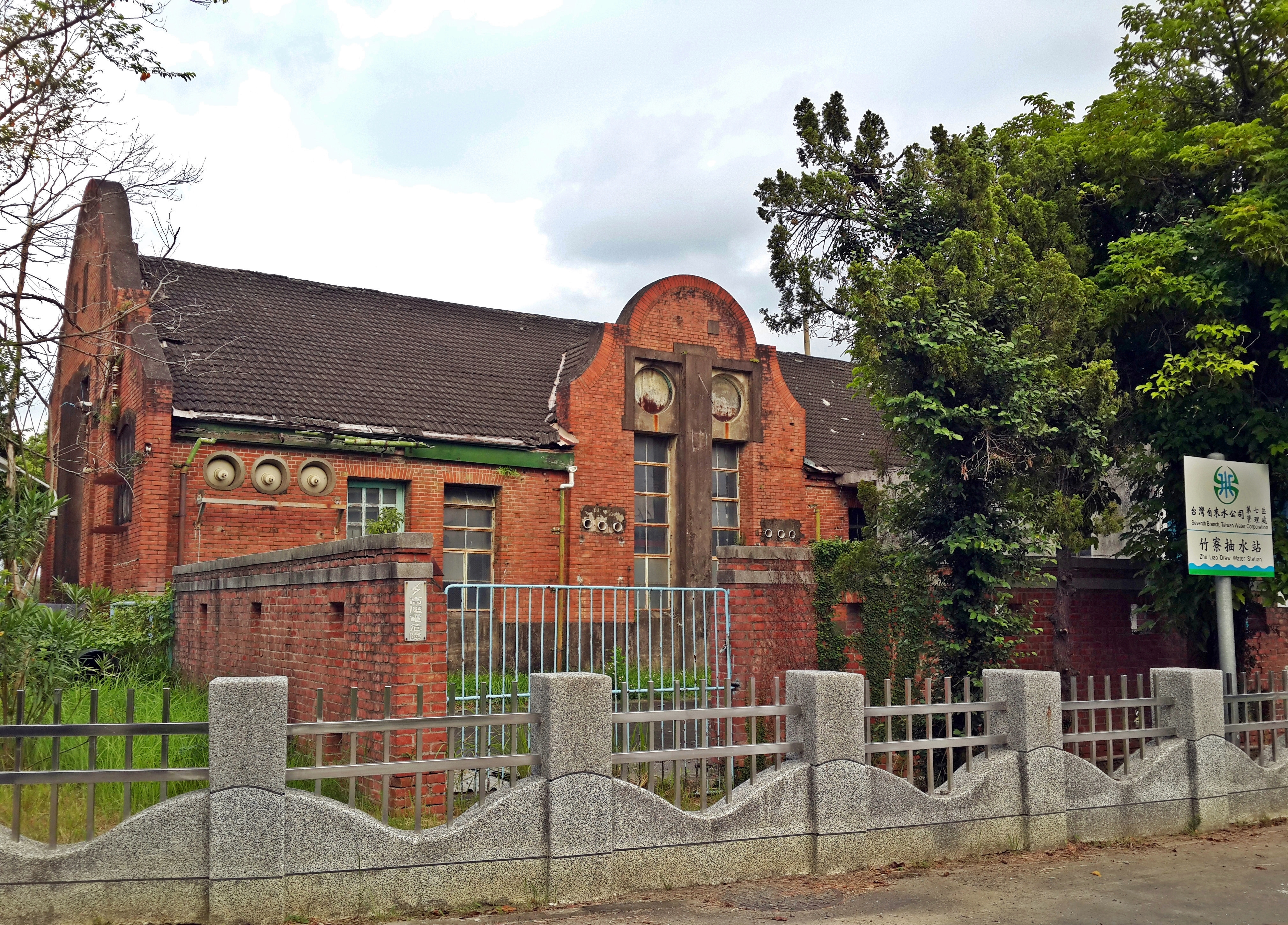
竹寮取水站ポンプ室

日本統治時代の西洋モダニズム建築の影響を受けた中華式と西洋式の折衷の鬼瓦と妻側が特徴。操作室（ポンプ室と変電室）、事務室、機械室、服務室（倉庫、便所）の4つの棟に大別される(p2-63、2-67)。戦前のポンプ場は設備を更新しながらも現在も稼働しているが高屏渓攔河堰の稼働で主要な役割はそちらに譲ったが、取水機能は現在も使用できる。

## 交通
九曲堂駅から北に約2km